# Gräfin Walewska
Gräfin Walewska ist ein deutsches Stummfilmdrama von Otto Rippert aus dem Jahre 1920. Die Titelrolle spielt Hella Moja als Frau zwischen zwei Männern.

## Handlung
Die Geschichte spielt während des napoleonischen Feldzugs im Osten. Bei seiner Eroberung Warschaus im Jahre 1806 lernt Napoleon Bonaparte die junge Maria Laczinska kennen, die sich dank ihrer Ehe mit dem deutlich älteren und unansehnlichen Grafen Walewski – ein taktisch geschicktes Arrangement ihrer Mutter – Gräfin Walewska nennen darf. Während die Walewska große Hoffnungen in Napoleon als den Befreier Polens vom russischen Joch willkommen heißt, sieht der kleine, große Korse in der schönen Polin lediglich eine weitere, weibliche Eroberung. Daran wiederum ist Gräfin Walewska überhaupt nicht interessiert, bringt sie Napoleon doch keinerlei emotionale oder gar erotische Gefühle entgegen. Die glühende Patriotin ist umso enttäuschter, als Napoleon wie schon bei seinen Feldzügen in erster Linie draufgängerisch vorgeht und keinerlei Interesse für ihr politisches Anliegen zu zeigen scheint. Aus rein taktischen Gründen drängen polnische Adelige ihre Mitverschwörerin jedoch dazu, die Maitresse des mächtigen Franzosen zu werden. Nur er habe die Macht, so deren Kalkül, Polen als Nation wiederauferstehen zu lassen.
Nur widerwillig gibt Maria Walewska nach. Doch in Wirklichkeit ist die Polin schon seit geraumer Zeit in den Adjutanten des Kaisers, Graf d’Evians, verliebt. Dies bringt nun Napoleon, als er davon erfährt, in Rage, da er es nicht gewohnt ist, zurückgewiesen zu werden. Und so entsendet er den lästigen (und attraktiveren) Nebenbuhler kurzerhand auf Mission nach Breslau. Adjutant d’Evians gibt vor, zu gehorchen, verkleidet sich aber stattdessen und setzt sich in das in der Nähe gelegene Schloss der Frau Czytkowska ab, um dort unterzutauchen und auf Maria Walewska zu warten. Diese Dame wiederum bemüht sich ihrerseits um Napoleon, der jedoch kein Interesse an Frau Czytkowska zeigt, da er vollkommen auf die Walewska fixiert ist. Schließlich kann Napoleon die Walewska in sein Bett zerren, nachdem die Gräfin lange Zeit ihre Tugend zu wahren wusste.
Frau von Czytkowska hat derweil d’Evians’ Geheimnis seines Verstecks herausbekommen und versucht nun, dieses Wissen zum Schaden ihrer ärgsten Konkurrentin um die Gunst Napoleons, Gräfin Walewska, einzusetzen. Als die Walewska zum Rendezvous mit dem Franzosenkaiser in einem abgelegenen Landhaus geladen wird, sorgt die Czytkowska dafür, dass ihre Nebenbuhlerin einen Abschiedsbrief von d’Evians erhält. Zugleich arrangiert sie, dass sich Walewskas Herzbube d’Evians ganz in der Nähe befindet. D’Evians entführt seine große Liebe, die sich jedoch durch dessen Abschiedsbrief tief getroffen fühlt. Napoleon erfährt durch seinen Leibmamelucken von der Geschichte und lässt seinen Nebenbuhler von seinen Männern verfolgen. Erst in seinen Händen, lässt Napoleon schlagartig die Todesstrafe gegen d’Evians verhängen. Unmittelbar vor seiner anstehenden Füsilierung erreicht Gräfin Walewska d’Evians’ Freilassung, nachdem sie Napoleon den gefälschten Brief der Czytkowska gezeigt hat. Außerdem sagt sie dem Korsenkaiser, dass sie von ihm ein Kind erwarte.

## Produktionsnotizen
Gräfin Walewska entstand Mitte 1920. Der Film passierte am 30. November 1920 die Filmzensur und wurde am 2. Dezember 1920 in der Berliner Scala uraufgeführt. In Österreich lief der Streifen im August 1921 an.
Die Filmbauten stammen von Ernst Stern.

## Kritik
Paimann’s Filmlisten resümierte: „Stoff sehr dramatisch, Spiel, Szenerie und Photos ausgezeichnet. Ein Schlager.“
Die Theaterschauspielerin und Schwiegermutter Thomas Manns, Hedwig Pringsheim, war weitaus weniger begeistert von diesem Film und befand, dass Gräfin Walewska einer der Gründe sei, weshalb sie vom modernen Film nichts halte („… der meine tiefe Abneigung gegen moderne Films nur verstärkte …“).